# Maraton Babci
Maraton Babci (ang. Grandma’s Marathon) – coroczny, organizowany późną wiosną, maraton w mieście Duluth w stanie Minnesota. Trasa maratonu przebiega przez ustalone punkty, poczynając od miasta Two Harbors poprzez drogę stanową Lake County Road 61 (przebiegająca przez Duluth) i kończąc w Canal Park, nad jeziorem koło Restauracji Babci (Grandma’s Restaurant) na moście Aerial Lift Bridge.
Maraton Babci po raz pierwszy został rozegrany w 1977 roku; uczestniczyło w nim 150 biegaczy. Pierwszym zwycięzcą był biegacz z  Minnesoty, Garry Bjorklund. Odkąd Restauracja Babci zasponsorowała biegi, maraton nosi jej nazwę. Obecnie w maratonie uczestniczy co roku ok. 10 000 biegaczy.
Rekordowy czas Maratonu Babci rozgrywanego na dystansie 26,2 mil, wynosi 2:09:37 i uzyskany został w 1981 roku przez maratończyka Dicka Beardsleya.
W 2004 w maratonie uczestniczyła polska biegaczka Elżbieta Jarosz, która z wynikiem 2:37:02 zajęła drugie miejsce. W 2006 roku w Duluth na 27. miejscu sklasyfikowano Wiesława Perszke z czasem 2:35:38.